# Stackless Python
Stackless Python（スタックレス・パイソン）ないしは Stackless は Python プログラミング言語の実験的な実装系であり、自身のスタックとしてC言語のコールスタックに依存しないことから命名されている。
Stackless Python は ジェネレータ、マイクロスレッド、コルーチンをサポートしている。
ソースコードに多数の変更が必要なため、Stackless Python は既存の Python がインストールされた環境にエクステンションやライブラリとしてインストールすることはできない。それ自体が完全な Python の配布系である。Stackless の機能の大部分は、Python のセルフホスティングインタプリタでありJIT コンパイラでもある PyPy でも実装されている。
Stackless は大規模マルチプレイヤーオンラインゲームである EVE Online の実装において並行性を実現するため、また Civilization IV や IronPort 社の電子メールプラットフォームになどで広い範囲にわたって使用されている。Second Life も使用し始めている。
Stackless の使用例や、Twistedフレームワーク、PyQt, Networking との統合方法を含む新しいプロジェクトのページが作成され、Stackless Examples という名前で Google Projects でホストされている。プロジェクトには wiki とリポジトリがあり、コミュニティがStackless mailing list を通じて協力できる。